# Hängebahn

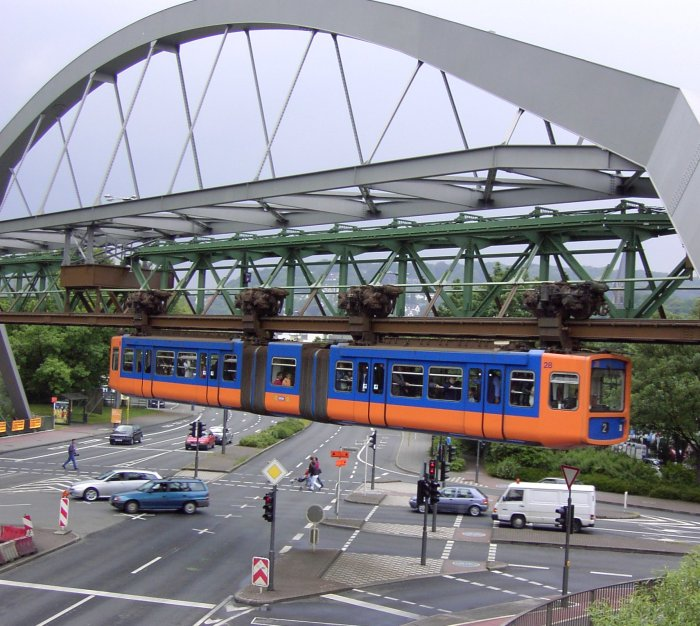
Triebwagen der Baureihe 72 der Wuppertaler Schwebebahn, im Einsatz von 1972 bis 2016

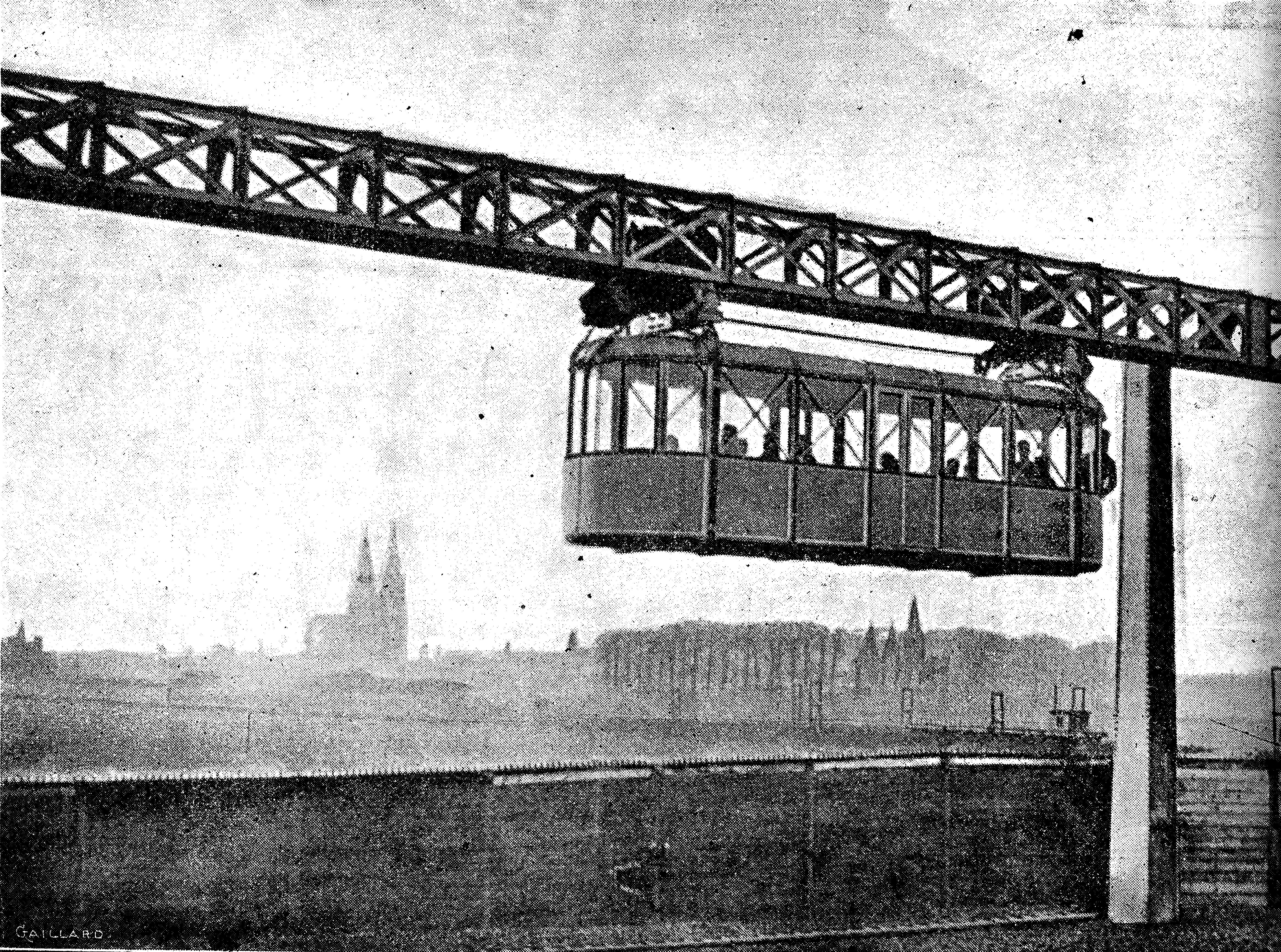
Versuchsstrecke in Köln-Deutz (1897; System von Eugen Langen)

Eine Hängebahn, auch Hängehochbahn oder Schienenschwebebahn genannt, ist ein spurgeführtes Verkehrsmittel (Schienenfahrzeug), bei dem das Fahrzeug unterhalb des tragenden, starren Fahrwegs an mindestens zwei Punkten hintereinander hängend angebracht ist und aufgrund dieser hängenden Konstruktion um eine Längsachse oberhalb des Fahrzeugs pendeln kann. Sie ist somit eine Unterkategorie einer Einschienenbahn einerseits und einer Hochbahn andererseits. Nicht dazu zählen hingegen Laufkatzen, bei denen die Traglast nur mit einem Punkt am tragenden Fahrweg hängt, was Pendelbewegungen in alle Richtungen ermöglicht, genauso wenig Seilbahnen, deren tragendes Element nicht starr ist. Oft wird der Begriff „Hängebahn“ trotzdem für am Seil hängende Bahnen verwendet.
Hängebahn-Strecken sind kostengünstig zu bauen. Nach Angaben der Entwickler des Skytrain in Wuhan belaufen sich die Baukosten pro Streckenkilometer auf lediglich ein Fünftel der Kosten, die bei U-Bahnen anfallen. Trotzdem gibt es weltweit nur wenige Hängebahnen, die – meist in dicht besiedelten Städten – im regulären Dauerbetrieb in den öffentlichen Personen-Nahverkehr (ÖPNV) integriert sind. Das Konstruktionsprinzip der Hängebahn findet sich allerdings recht häufig in industriellen Anwendungen als freistehend oder unter Hallendecken angebrachte Hängekranbahn.
In Abgrenzung zur Hängebahn bezeichnet man gewöhnliche, auf Schienen stehende, Bahnen auch als Standbahn oder stehende Bahn. Eine Hängebahn über ein Gewässer hinweg wird als Schwebefähre bezeichnet.

## Geschichte
In Deutschland wurden Hängebahnen vor allem in Köln, Wuppertal und Dresden erstmals technisch realisiert.

## Technik

### Tragesysteme

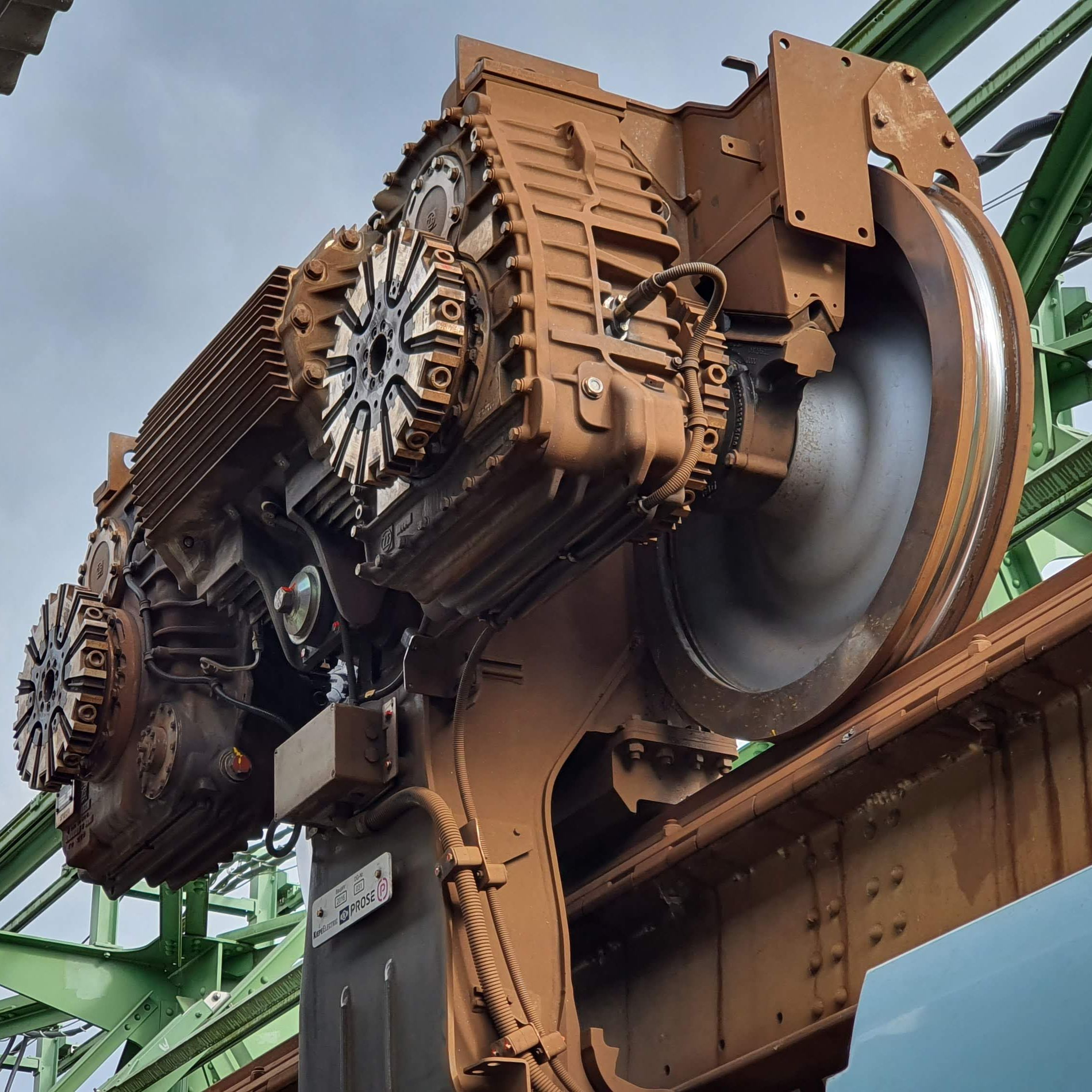
Typ 1: Antriebssatz der Wuppertaler Schwebebahn: die Räder reiten auf der Schiene

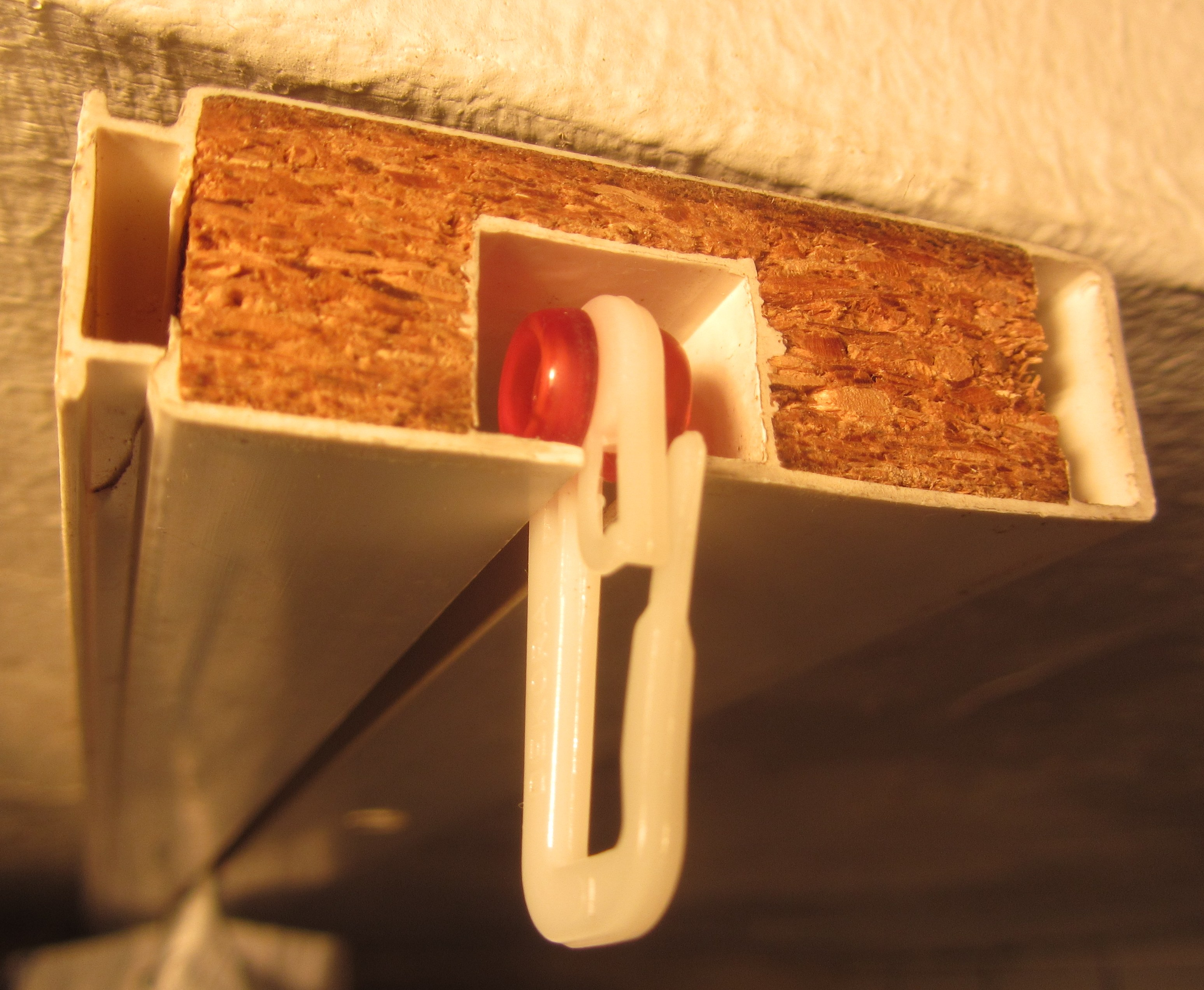
Typ 2: Hohlschiene & Innenlaufrollen (hier Prinzip einer Vorhangschiene)

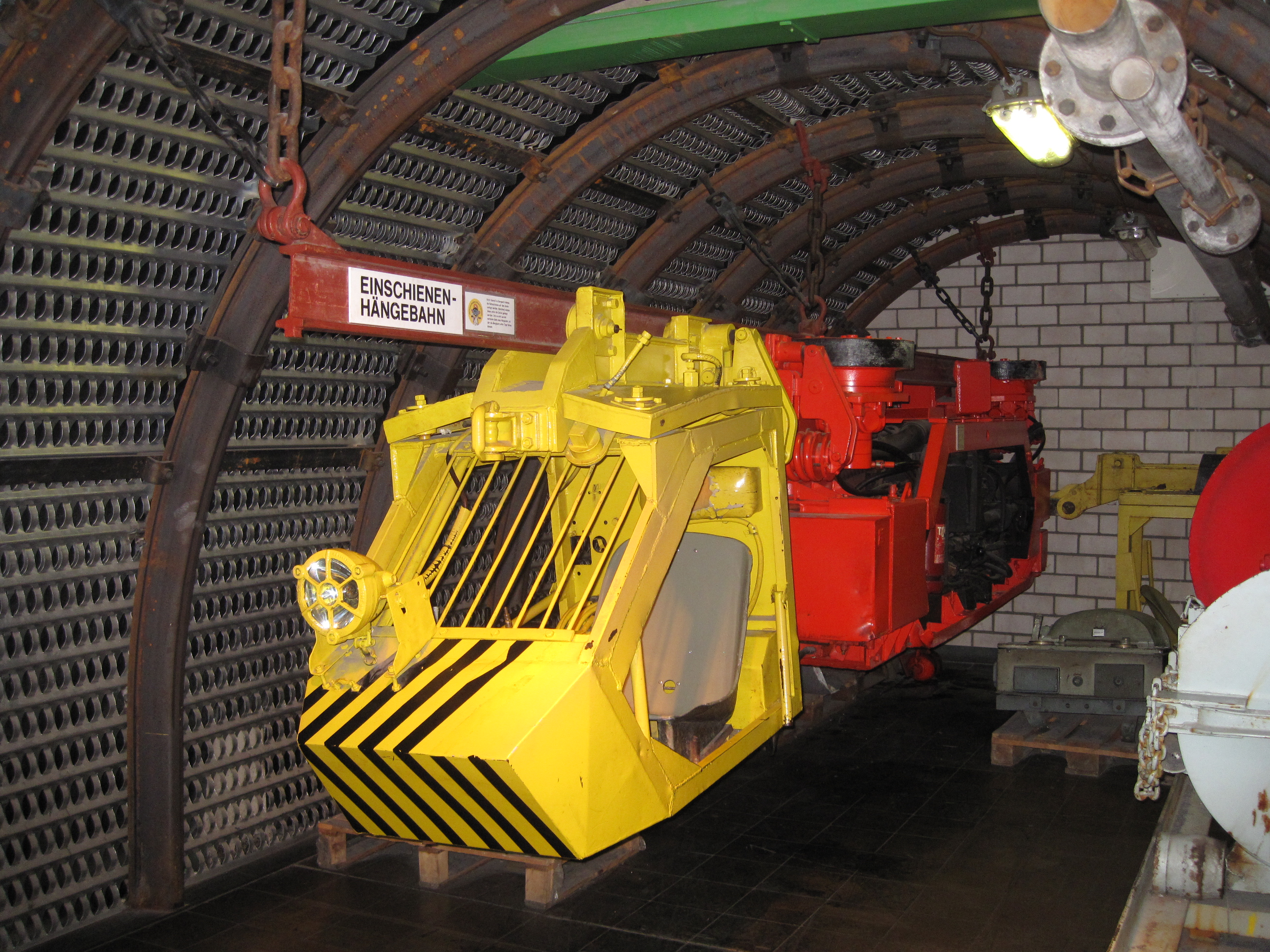
Typ 3: Einschienenhängebahn an Doppel-T-Träger aus dem Bergbau

Die Aufhängung kann im Prinzip auf drei verschiedene Arten umgesetzt werden:
- Typ 1: Einseitige Hängevorrichtung im Bogen um die Tragschiene wie bei der Wuppertaler Schwebebahn
- Typ 2: Hohlschiene mit Innenlaufrollen wie bei der H-Bahn (auch erstes System von Eugen Langen ab 1894)
- Typ 3: I-Träger mit außen gelagerten Rollen (bevorzugt für einfache Industriesysteme)

Die beiden letzteren Prinzipien finden sich auch bei der Anbringung von Gardinen und Vorhängen. Ein Entgleisen ist bei der Hohlschiene und dem starren I-Träger konstruktiv ausgeschlossen. Zusätzlich sorgen meist horizontal laufende Führungsrollen für Stabilisierung und leichteren Lauf.

#### Typ 1: Einseitige Hängevorrichtung im Bogen
Ein Rad oder besser ein einspuriges Fahrgestell mit zwei Rädern hintereinander fährt auf einer Schiene und muss dabei ein Abgleiten von der Schiene verhindern, z. B. durch ein Doppelkranzrad. Diese Bauform wurde nach dem Entwurf von Eugen Langen realisiert, u. a. bei der Wuppertaler Schwebebahn und der Schwebebahn Dresden. Das Prinzip findet sich auch bei der Hängebahn im Zoo Ueno von Tokyo und der Hängebahn Memphis. Dabei wird die Hängevorrichtung an nur einer Seite in einem Bogen um die Schiene und deren Tragwerk herumgeführt. Gegebenenfalls können horizontal laufende Führungsrollen ein Schwingen des Fahrzeug-Tragwerks gegen die Schiene behindern, was dann durch ein Gelenk weiter unten ausgeglichen werden muss.

#### Typ 2: Hohlschiene mit Innenlaufrollen
Ein Paar von Innenlaufrollen läuft innerhalb eines kastenförmigen, unten offenen Trägers, verbunden mit einer Achse, an deren Mitte die Hängevorrichtung befestigt ist, an der das Fahrzeug hängt. Die Räder können als Eisenräder mit Spurkranz auf Schienen innerhalb des Trägers laufen oder gummibereift auf dem als Lauffläche ausgebildeten geschlitzten Boden des kastenförmigen Trägers. In der Hängevorrichtung muss dann ein Gelenk angebracht sein, um das Schwingen des Fahrzeugs um die o. g. Längsachse zu ermöglichen.
Dieses Prinzip wurde zuerst in der Anfang der 1890er Jahre von Eugen Langen errichteten Teststrecke in Köln-Deutz realisiert.
Über Entwürfe und Teststrecken hinausgekommen sind nach diesem Prinzip u. a. das System SIPEM (Siemens People Mover), auch H-Bahn genannt, und die von Mitsubishi Heavy Industries gebauten Systeme Shōnan Monorail und Chiba Monorail in den japanischen Städten Kamakura bzw. Chiba.
Die 1960 errichtete und Ende des Jahrzehnts wieder abgebaute Demonstrationsstrecke der französischen SAFEGE in Châteauneuf sur Loire, östlich von Orléans, wurde 1966 von François Truffaut in dem Film Fahrenheit 451 festgehalten.
Im August 2013 hat die türkische Firma Türkarge Transportation eine Demonstrationsstrecke bei Düzce errichtet und hofft auf Aufträge.

#### Typ 3: I-Träger mit außen gelagerten Rollen
Ein Paar von außen gelagerten Rollen läuft auf dem Untergurt eines mittelbreiten I-Trägers. Auch hier muss in der Hängevorrichtung ein Gelenk angebracht sein. Dies findet bei der in einem separaten Artikel dargestellten Einschienenhängebahn im Bergbau Anwendung, bei der der Träger mit Ketten oder Seilen von der Decke des Stollens abgehängt ist.
Dieses Tragesystem wird verwendet bei der Idee einer Einschienenbahn, die auf der Website „TrensQuébec“ propagiert wird, bei der zudem der elektrische Antriebsmotor in die Räder integriert ist, gemäß einer Entwicklung des kanadischen Physikers Pierre Langlois.
Hierher gehört auch der von dem Schweizer Ingenieur Gerhard Müller entwickelte Aerobus, bei dem die Räder zwar nicht auf dem Untergurt eines I-Trägers fahren, sondern auf den Holmen einer waagerecht schwebenden Leiter, die in der Mitte der Sprossen an einer Drahtseilhängebrücke aufgehängt ist. Dieses an eine Seilbahn grenzende System wird allerdings in Kurven durchaus an einem starren Träger geführt. Die einzige praktische Anwendung dieses Systems war bei der Bundesgartenschau 1975 in Mannheim. Nach der Veranstaltung wurde es wieder abgebaut. 1987 kaufte ein Fred Parks aus Houston, Texas, die Patente von Gerhard Müller. Derzeit propagiert eine Aerobus International, Inc in Houston, Texas das System.

### Antriebssysteme
Antrieb wie bei einer Standseilbahn über ein Zugseil
- Schwebebahn Dresden, 1901 eröffnet, mit demselben Tragemechanismus wie die Wuppertaler Schwebebahn, aber aufgrund der starken Steigung der Strecke von einem Seil gezogen;
- Hängebahn Memphis, 1982 eröffnet;
- Einschienenbahn Hiroshima, eine Hängebahn in Hiroshima, bei dieser werden Kabinen an einer starren Fahrbahn hängend von einem Zugseil von Station zu Station befördert und in den Stationen mittels Linearmotoren angetrieben.

Antrieb mit Elektromotoren am Fahrzeug und Stromabnahme über Stromschienen
- Tropenbahn, 1895/1896
- Wuppertaler Schwebebahn, 1901 eröffnet
- H-Bahnen in Dortmund und Düsseldorf
- Ueno-Zoo Monorail in Tokio
- Shōnan Monorail
- Chiba Monorail
- Aerobus

Antrieb mit Diesel- oder Druckluftmotoren am Fahrzeug
- die Einschienenhängebahn im Bergbau

## Einsatzgebiete
Hängebahnen bieten sich überall dort als Lösung von Transportproblemen an, wo ein hohes Maß an Unabhängigkeit vom bodengebundenen Verkehr gefordert ist oder ein schwieriges Gelände die Herstellung einer ebenen Trasse auf der Erdoberfläche erschwert. Dafür werden Stationen für einen Fahrgastwechsel teurer, weil sie in die Höhe gebaut werden müssen, was auch ein Hindernis für den Zugang der Fahrgäste bedeutet. Außerdem sind hängende Fahrzeuge stärker durch Seitenwind gefährdet als Fahrzeuge, die auf breiterer Spur auf der Erde stehen. Während es für Fahrgäste angenehm ist, wenn sich hängende Fahrzeuge automatisch durch die Fliehkraft in die Kurve legen, muss dazu entweder der Fahrweg für höhere Kurvengeschwindigkeiten seitlich abgestützt werden oder die Fahrgeschwindigkeit begrenzt werden, was wiederum den Einsatz auf langen Strecken unwirtschaftlich werden lässt. So ist die H-Bahn auf maximal 50 km/h begrenzt.
Oft werden Hängebahnen zum innerbetrieblichen Transport eingesetzt, da der schwebende Transport von Lasten die optimale Ausnutzung von Hallenflächen zu Produktions- oder Lagerzwecken erlaubt. Für diese Zwecke gibt es einige ausgereifte Systemlösungen von diversen Herstellern, die häufig als Elektro- oder Seilhängebahn ausgeführt werden, gerade bei kleineren Anlagen ist auch der Antrieb mittels Torsionswellen sehr beliebt.
Zuweilen werden Hängebahnen auch als Attraktionen in Freizeitparks eingesetzt, wo sie nicht als Fortbewegungsmittel dienen, sondern zur Unterhaltung der Besucher. Ein Beispiel hierfür ist das Volo da Vinci im Europa-Park (Rust, Baden-Württemberg), bei dem es sich um eine Hängebahn des Typs 1 handelt.

## Bekannte Hängebahnen im ÖPNV
Nur in wenigen Städten werden Hängebahnen im öffentlichen Personen-Nahverkehr (ÖPNV) eingesetzt, wobei meist Platzmangel bei dichter Besiedelung ein entscheidendes Kriterium ist. Bekannte Hängebahnen sind:
Deutschland
- Wuppertaler Schwebebahn, 1901 eröffnet
- Schwebebahn Dresden, 1901 eröffnet, mit demselben Tragemechanismus wie die Wuppertaler Schwebebahn, aber aufgrund der starken Steigung der Strecke von einem Seil gezogen
- H-Bahn Dortmund
- SkyTrain Düsseldorf

Schweiz
- Aerobus

Japan
- Einschienenbahn Ueno-Zoo in Tokio
- Einschienenbahn Hiroshima, eine Hängebahn, bei der Kabinen an einer starren Fahrbahn hängend von einem Zugseil von Station zu Station befördert und in den Stationen mittels Linearmotoren angetrieben werden
- Shōnan Monorail in Kamakura
- Chiba Monorail

China
- Optics Valley Sky Rail in Wuhan, seit September 2023 im regulären Betrieb
- Roter Skytrain in Xingguo, Prototyp mit Maglev-Technologie, seit 2021 in der Erprobung[2]

Vereinigte Staaten
- Hängebahn Memphis, 1982 eröffnet

## Galerie

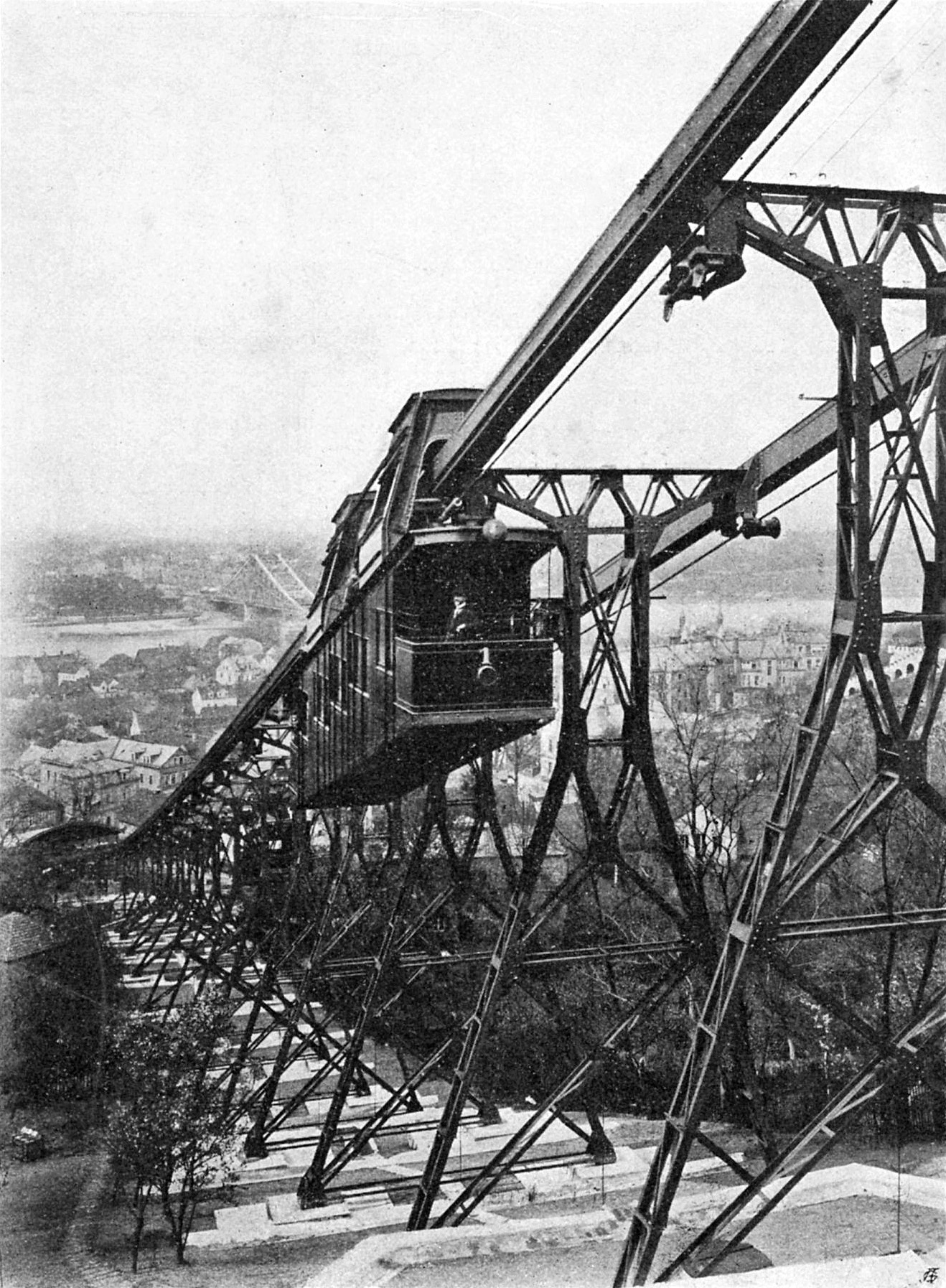
Schwebebahn Dresden, ca. 1902
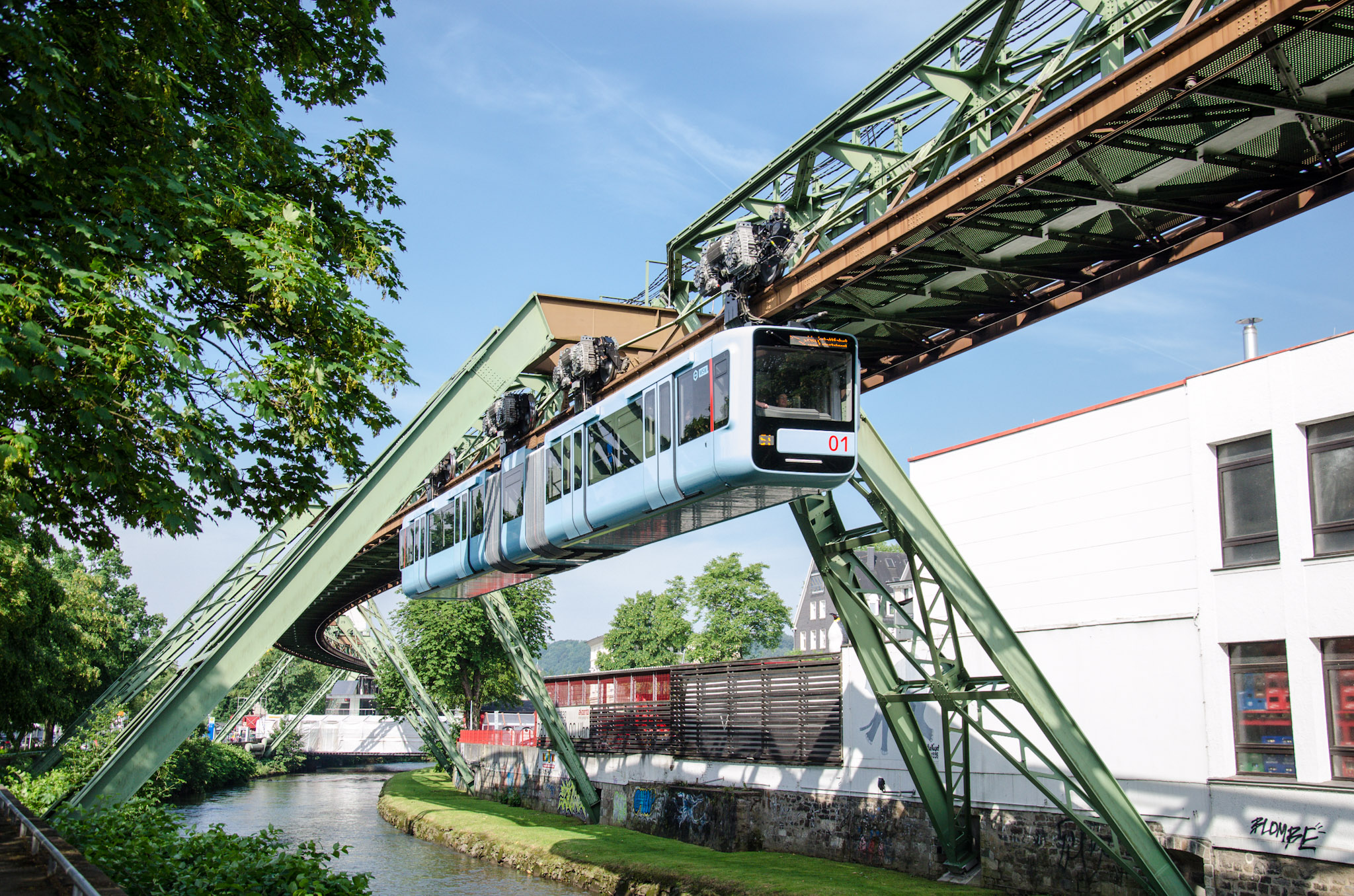
Wuppertaler Schwebebahn: Zug der seit 2016 betriebenen Generation 15
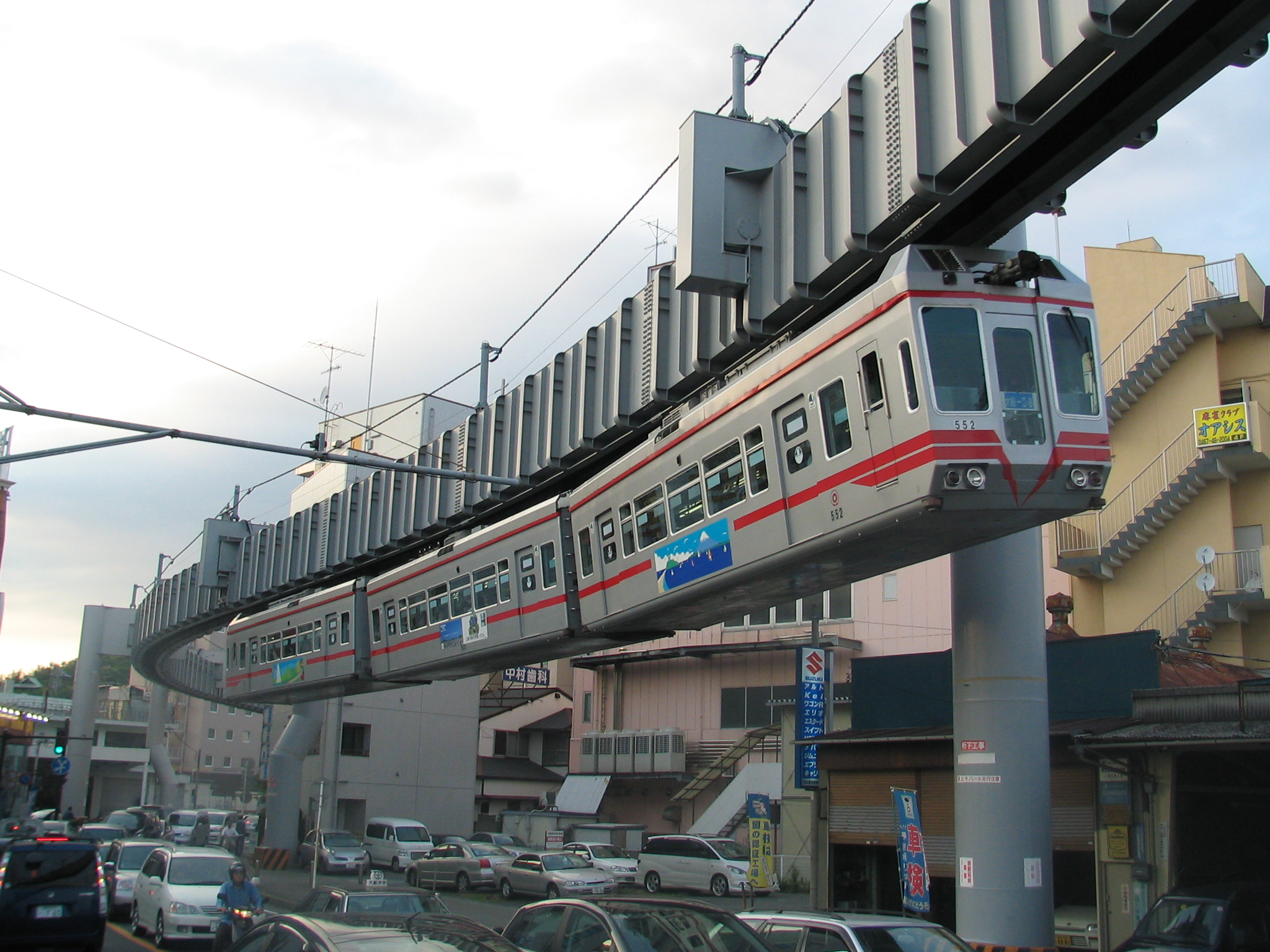
Shōnan Monorail in der japanischen Stadt Kamakura (eröffnet 1970)
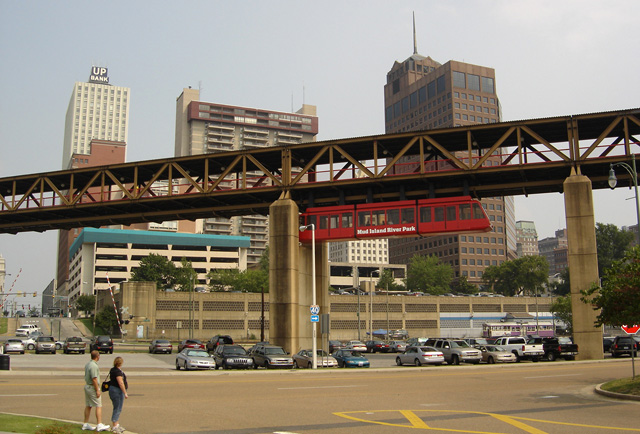
Hängebahn Memphis
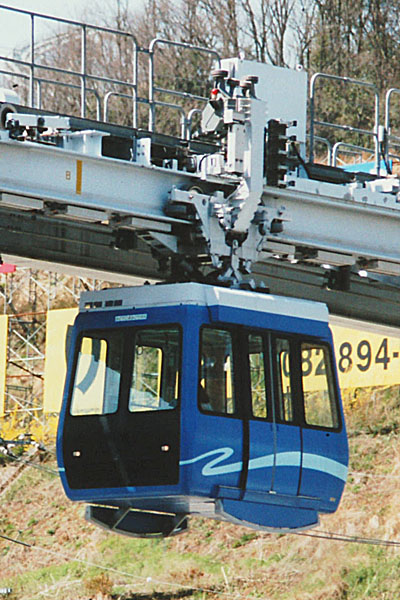
Fahrzeug der Einschienenbahn Hiroshima